# 易断钩丝壳
易断钩丝壳（学名：Uncinula fragilis）是属于白粉菌目白粉菌科钩丝壳属的一种真菌，寄生在杨属植物上。该种分布于中国。